# Новогригорьевский уезд
Новогригорьевский (Прасковейский, Святокрестовский) уезд — административная единица Ставропольской губернии, существовавшая в 1867—1924 годах.
Административный центр — село Прасковея (с 1910 года — город Святой Крест).

## География
Площадь уезда по сведениям на 1873 год — 12 146 кв. вёрст, в 1897 году — 10 767,7 вёрст².

## История
По указу же Александра II от 9 декабря 1867 года «О преобразовании Кавказского и Закавказского края» из Петровской волости Ставропольского уезда, Медведской и Прасковейской волостей Пятигорского уезда и части Кизлярского уезда был образован Новогригорьевский уезд с центром в селе Прасковея.
В 1900 году из части территории уезда был выделен Благодарненский уезд, оставшаяся часть переименована в Прасковейский уезд. В 1910 году Прасковейский уезд переименован в Святокрестовский с центром в городе Святой Крест. В 1921 году Святокрестовский уезд был передан Терской губернии и переименован в Прикумский. В 1924 году уезд был упразднён, его территория вошла в состав Ставропольского округа Юго-Восточной области.

## Население
В 1897 году численность населения составляла 246 644 человека.

## Населённые пункты
В уезде было более 180 поселений, из них один заштатный город Святой Крест (Святого Креста), остальные — сёла, некоторые очень крупные: в Прасковее было более 12 тыс. жителей, в Благодарном, в 1897 году, — 12 212, несколько сёл с населением свыше 3 тыс.

### Структура
Список населённых мест Ставропольской губернии по состоянию на 1880 год:
1 стан
Прасковея, Архангельское, Покойное, Преображенское, Довсунское, Арзгирское, Урожайное, Владимировка, Левокумское, Правокумское, Величаевское,
2 стан
Сухо-Буйволинское, Шишкинское, Медведское, Александрийское, Высоцкое, Благодарное, Елизаветинское, Бурлацкое, Спасское, Сотниковское.
3 стан
Дивное, Вознесенское, Митрофановское, Рагули, Здвиженское, Винодельное, Лиманский аул, Предтеченское, Дербетовка, Кевсала, Крымских татар, Большая-Джалга, Малая-Джалга, Киевское, Кистенское, Бурукшун, Петровское, Донская Балка, Николина-Балка, Малыя-Ягуры, Казгулак, Овощи, Камбулат.

## Административное устройство
1868 год
Статистические сведения с описанием сельских поселений губернии:
центр сел. Прасковея
- Медведская волость: селения Александрийское, Благодарненское, Высоцкое, Елизаветинское, Медведское, Ореховское, Сотниковско-Бурлацкое, Спасское, Сухо-Буйволинское (Сухая Буйвола), Шишкинское
- Петровская волость: селения Большое и Малое Джелгин (Захо и Курбан Джелги) (Позже Большая и Малая Джалга.Дивенское), Винодельное, Дербетовское, Донско-Балковское, Казгулакское, Николино-Балковское, Овощинское, Петровское, Предтеченское, Рагулинское
- Прасковейская волость: селения Архангельское, Величавое, Владимирское (Владимировское), Кумское, Покоинское (Покойненское), Прасковейское, Урожайное, колонии Александровская, Каново, Каррас, Константиновская, Николаевская

1 января 1880 года
Губернское по крестьянским делам присутствие постановило образовать следующие волости, образованные из одного села, к уже существующим (Больше-Джалгинская, Винодельненская и Дивненская):
- Александрийская - Александрийское
- Арзгирская - Арзгирское
- Архангельская - Архангельское
- Благодарненская - Благодарное
- Бурлацкая - Бурлацкое
- Величаевская - Величавое
- Высоцкая - Высоцкое
- Донско-Балковская - Донская Балка
- Елизаветинская - Елизаветинское
- Казгулакская - Казгулак
- Камбулатская - Камбулат
- Левокумская - Левокумское
- Малоягурская - Малые Ягуры
- Медведская - Медведское
- Николино-Балковская - Николина Балка
- Овощинская - Овощи
- Ореховская - Ореховское
- Петровская - Петровское
- Покоинская - Покойное
- Правокумская - Правокумское
- Прасковейская - Прасковея
- Спасская - Спасское
- Сотниковская - Сотниковское
- Сухо-Буйволинская - Сухая Буйвола
- Урожайненская - Урожайное
- Шишкинская - Шишкино

В 1881 году губернским статистическим комитетом издан справочник «Статистика населенных мест и поземельной собственности по Ставропольской губернии»
Волости:
- село Александрийское: усадьба священноцерковнослужителей, хутора Алтухов, Верхнекопанский 1-й, Верхнекопанский 2-й, Затонских, Киричкова, Копанский, Короткий, Котлярова, Крутой, Лягунова, Макаров, Милованова, Никифоров, Паленый, Трапезникова, Чаплыгиных, Шевченко, Щеголькова, Эраскин
- село Арзгирское: посёлки частных землевладельцев Башкирка помещика Архипова, при пос. Маслов Кут Бабич и Кусиковой, селение Маслов Кут Калантарова, селение Маслов Кут Калантаровых, хутора Старый скотник, Томузловский, Чабанова
- село Архангельское: усадьба священноцерковнослужителей, хутора Гайворонского, Глубокий, Короткова, Моздокские, Серикова, Цыганова
- село Благодарное: мельничные усадьбы Березуцкого, Головиных, Горбунова, Ефимова, Каришацова, Ковякина, Кулешова, Кухаровой, Кушинова, Медведева, Мезенцева, Немова, Оболенского, Ремцова, Смирнова, Сумского, усадьба священноцерковнослужителей, хутор Ковердина
- село Большая Джалга: усадьба священноцерковнослужителей
- село Бурлацкое: мельничные усадьбы Доли Павла, Иваненкова Аверьяна, усадьба священноцерковнослужителей, хутора Золоторунского, Дьяченко Ивана, Дьяченко Осипа
- село Бурукшун: усадьба священноцерковнослужителей
- село Величавое (Солдатское): мукомольная мельница Стукалова Филиппа, усадьба священноцерковнослужителей, хутора Заворотынского Дмитрия, Шан-Худука, Шевцова, поселки частных землевладельцев, Качкарный Скаржинского, Марьино Погуляева, Пришибский Скаржинских, Сергиевский Снежкова, слободы Бургон-Маджары Скаржинского, Владимировка, усадьба Замятиных Алексея и Степана, хутор Любомирского
- село Винодельное (Чемрек): усадьба священноцерковнослужителей, хутора Алейникова, Беликова, слобода Владимировка (Ребровка), усадьба священноцерковнослужителей
- село Вознесенское: усадьба священноцерковнослужителей
- село Высоцкое: отселок Просянский, усадьба священноцерковнослужителей, хутора Ашировой, Бородинова, Давыдова, Кушинова, Политова, Сырачева, Шаповалова 1-го, Шеповалова 2-го, Щелкунова Василия, Щелкунова Игната, Щелкунова Марка, Щелкунова Фомы
- село Дербетовка (Сладкие Копани): усадьба священноцерковнослужителей, хутора Джалгинский, Кистенский, при Мокрой Балке
- село Дивное (Гардачи): усадьба священноцерковнослужителей, хутора Маки, Корчковых (Феусов), Погребенного
- село Довсунское
- село Донская Балка: усадьба священноцерковнослужителей, хутора Бурцов, Грачевский (Хмыров), Травкин (Лушников и Костин)
- село Елизаветинское: усадьба священноцерковнослужителей, хутор Рыжова (Гажков)
- село Здвиженское (Дурноселовка)
- село Казгулак: усадьба священноцерковнослужителей
- село Камбулат: усадьба священноцерковнослужителей, хутор Шалайкина
- село Кевсала
- село Киевское
- село Кистенское: усадьба священноцерковнослужителей
- село Крымских татар
- село Левокумское (Громки): отселок Качкарный, мельничные усадьбы Звягина Алексея, Иванова Осипа, крестьян Ивановых, священника Критского Андрея, Латинова Кирилла, Набережного Федора, Хранова Михаила, усадьба священноцерковнослужителей, хутора Дорохина Ивана, Матвеева Абрама, Мишина Фомы, Попова Тимофея, Щербакова Мартына
- село Лиманский Аул
- село Малая Джалга: усадьба священноцерковнослужителей
- село Малые Ягуры: усадьба священноцерковнослужителей, хутор Суровцева
- село Медведское: усадьба священноцерковнослужителей, хутора Берлова, Головина, Гриднева, Касьянова, Катенева, Лукьянченкова, Малахиных, Мальцева, Переверзева, Смольякова, Смольякова и Монаненкова, Харичкиных, Якимова
- село Митрофановское: усадьба священноцерковнослужителей
- село Николина Балка: усадьба священноцерковнослужителей, хутора Советова, Хоменкова, Черноволенкова, Шумаева
- село Овощи
- село Ореховское: усадьба священноцерковнослужителей, хутора Заикина, Зиновьева 1-го, Зиновьева 2-го, Зиновьева и Балгова, Колесникова, Ноздренкова, Погорелова, Попова, Поцелова, Стативкина
- село Петровское: усадьбы, Воскресенского, священноцерковнослужителей, хутора Бузиновый (Рожков), Ейский, Западный, Куликова, Лычев, Молчанов, Печенежский (Лычев), Соляно-Озерский, Сторчаков, Сухо-Карамыкский, Хайлов, Шведин, Ясеновый
- село Покойное: полупостовая почтов. станция, усадьбы Берлеева, священноцерковнослужителей, хутора Алешкина, Берлеева, Большие, Брянцева, Дохлов, Ежова, Журавлева, Лягушачьи
- село Правокумское (Солонцы): отселок Скаржинский, усадьба священноцерковнослужителей, хутора Анаскова Ивана, Горбачева Михаила, Каракозова Петра, Савенкова Ивана
- село Прасковея: отселок Орловский, мельничные усадьбы Валькова, Княгинина, Латышева, Ломова, Машенцова, Сидорова, Черепенникова, Чуркина, усадьба священноцерковнослужителей, хутора Шабанов, Валькова, Дворянинова, Декина, Енина и Шевченко, Ермошина (Карнеев), Княгинина, Криволапова и Валькова, Маликова и Коверина, Полякова и Саутина, Райкова, Декина и Найденова
- село Предтеченское (Кубурла): усадьба священноцерковнослужителей
- село Преображенское
- село Рогули: усадьба священноцерковнослужителей, хутора Отказненский (Кирмозов), Кольцова, Темирова, Токарева (Лацева)
- село Сотниковское: усадьба священноцерковнослужителей, хутора Аверьянова, частного землевладельца Кусакова (Казакова), Сауренкова
- село Спасское
- село Сухобуйволинское: усадьба священноцерковнослужителей
- село Урожайное: усадьба священноцерковнослужителей, хутора Алексеенко Петра (Кулиш), Бородько Василия Никифоровича, Бородько Василия Осиповича, Бородько Г авриила, Бородько Ивана, Бородько Ивана Никифоровича, Гапиевского Тимофея, Гуляя Сидора, Давыдова Григория, Давыдова Трофима, Деркача Назара, Еременко Григория (Кришталь), Еременко Ефима (Кришталь), Жихаря Якова, Калашникова Ивана, Коваленко Василия, Кочетова Акима, Кузнецова Степана, Мякинникова Федора, Пугачева Ивана, Резника Николая, Сингура Ивана, Скребца Григория, Стащенко Григория, Татаренко Макара (Пашбаш), Тягненко Афанасия, Усенко Леона, Шевцова Василия (Носияка)
- село Шишкинское: усадьба священноцерковнослужителей, хутора Бондаренкова, Киричкова, Темирова

В отчете губернатора о состоянии Ставропольской губернии за 1883 год
Селения: Александрийское, Арзгирское, Архангельское, Благодарненское, Большеджалгинское, Бурлацкое, Бурукшунское, Величаевское, Виноделенское, Владимировское, Вознесенское, Высоцкое, Дербетовское, Дивенское, Довсунское, Донско-Балковское, Елизаветинское, Здвиженское, Казгулакское, Камбулатское, Киевское, Кистинское, Кочкарно-Скаржинское, Крымско-Кевсалинское, Левокумское, Малоджалгинское, Малоягурское, Медведское, Митрофановское, Николино-Балковское, Овощинское, Ореховское, Петровское, Покойное, Правокумское, Прасковейское, Предтеченское, Рагулинское, Сотниковское, Спасское, Сухо-Буйволинское, Шишкинское.
1905 год
Александровская, Арзгирская, Благодаринская, Большеджалгинская, Бурлацкая, Бурукшунская, Виноделенская, Воздвиженская, Вознесенская, Высоцкая, Дербетовская, Дивенская, Довсунская, Донско-Балковская, Елизаветинская, Казгулакская, Камбулатская, Кевсалинская, Киевская, Кистинская, Лиманская, Малоджалгинская, Малоягуарская, Медведская, Митрофановская, Николино-Балковская, Овощинская, Ореховская, Петровская, Предтеченская, Рагулинская, Спасская, Сотниковская, Сухо-Буйволинская, Шишкинская, Яшалтинская волости.
1913 год
В 1913 году в состав уезда входило 20 волостей и 4 волости трухменского приставства:
| - Архангельская — с. Архангельское, - Величаевская — с. Величаевское, - Владимировская — с. Владимировка, - Воронцово-Александровская — с. Воронцово-Александровское, - Левокумская — с. Левокумское, - Нинская — с. Нины, - Новогригорьевская — с. Новогригорьевское, - Новозаведенская — с. Новозаведенское, - Обильненская — с. Обильное, - Отказненская — с. Отказное, | - Ольгинская — с. Ольгинское, - Покойненская — с. Покойное, - Правокумская — с. Правокумское, - Прасковейская — с. Прасковея, - Преображенская — с. Преображенское, - Солдатско-Александровская — с. Солдато-Александровское, - Соломенская — с. Соломенское, - Стародубская — с. Стародубское, - Степновская — с. Степновское, - Урожайненская — с. Урожайное, |

Трухменское приставство:
- Николаево-Александровская — с. Николаево-Александровское,
- Ново-Романовская — с. Ново-Романовское,
- Петропавловская — с. Петропавловское,
- Зимняя Ставка трухменского приставства.